# Dmitry Pisarev
Dmitry Ivanovich Pisarev (em russo:  Дми́трий Ива́нович Пи́сарев; Ielets, 14 de outubro de 1840 – Dubulti, 16 de julho de 1868) foi um escritor e crítico social russo que, de acordo com Georgi Plekhanov, "passou os melhores anos de sua vida em uma fortaleza".
Pisarev foi um dos escritores que impulsionaram a tendência democrático-revolucionária na Rússia durante a década de 1860. A próxima geração de russos, que ficou famosa pelos acontecimentos de 1905 e 1917, reconheceu a influência de Pisarev. Nadezhda Krupskaia, esposa de Lenin, escreveu certa vez, "Lenin era da geração que cresceu sob a influência de Pisarev".
Pisarev também foi célebre por seu apoio à ciência natural russa, particularmente a biologia, e suas obras influenciaram fortemente a escolha da carreira de Ivan Pavlov.
Pisarev queria, mais do que qualquer outra coisa, o fim da pobreza e da miséria. A busca por esse desejo o levou a escrever sobre filosofia, crítica literária e análise social.

## Citações de Lenin sobre Pisarev
Lenin, no quinto capítulo do Que fazer?, cita um trecho de um artigo de Pisarev:

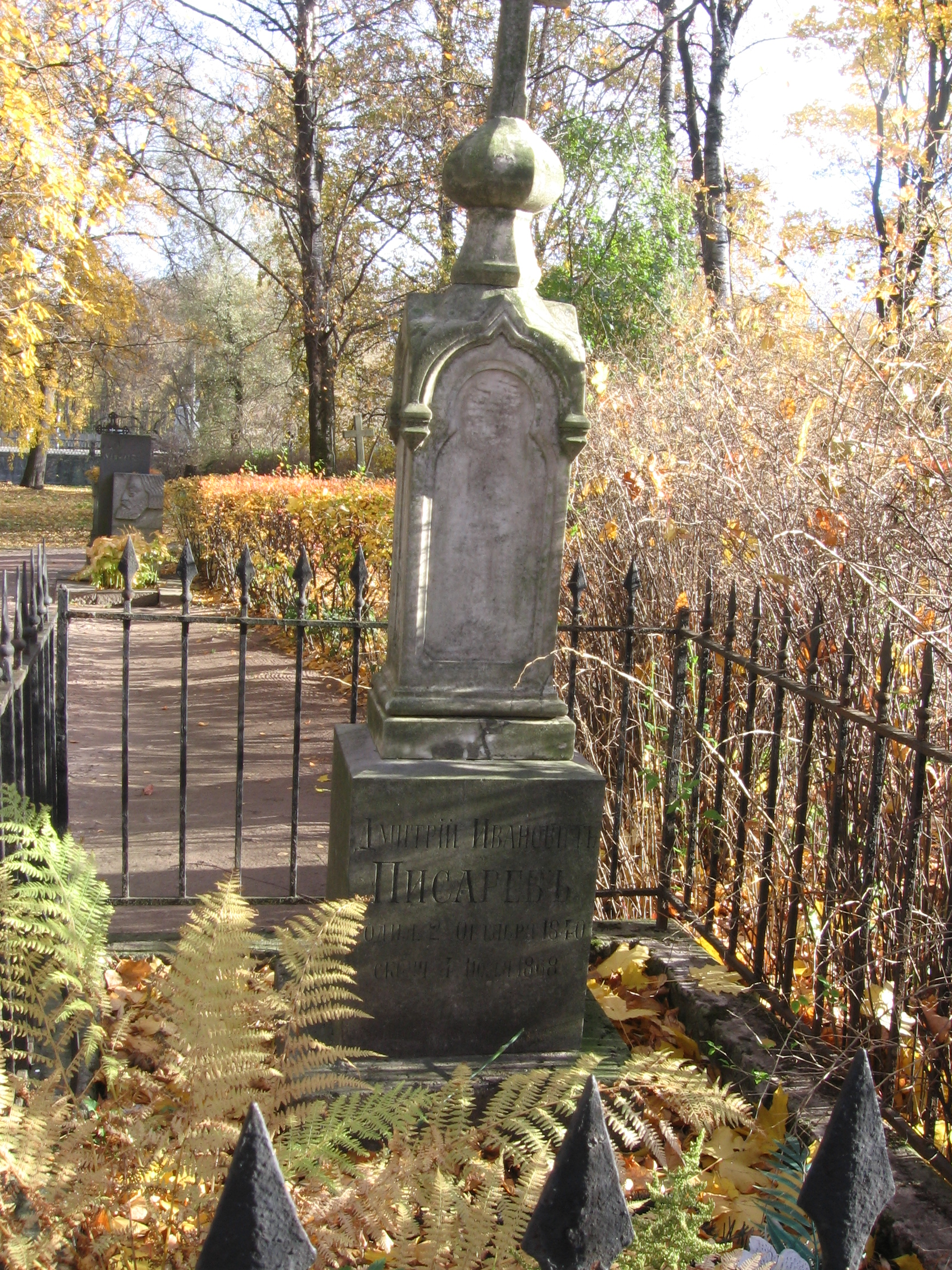
Sepultura no Cemitério de Volkovo

“Há desacordos e desacordos”, escreveu Pisarev sobre o desacordo entre o sonho e a realidade. “Meu sonho pode ultrapassar o curso natural dos acontecimentos, ou desviar-se para uma direção onde o curso natural dos acontecimentos jamais poderá conduzir. No primeiro caso, o sonho não produz nenhum mal; pode até sustentar e reforçar a energia do trabalhador… Em tais sonhos, nada pode corromper ou paralisar a força de trabalho. Ao contrário. Se; o homem fosse, completamente desprovido da faculdade de sonhar assim, se não pudesse de vez em quando adiantar o presente e contemplar em imaginação o quadro lógico e inteiramente acabado da obra que apenas se esboça em suas mãos, eu não poderia decididamente compreender o que levaria o homem a empreender e realizar vastos e fatigantes trabalhos na arte, na ciência e na vida prática…
"O desacordo entre o sonho e a realidade nada tem de nocivo se, cada vez que sonha, o homem acredita seriamente em seu sonho, se observa atentamente a vida, compara suas observações com seus castelos no ar e, de uma forma geral, trabalha conscientemente para a realização de seu sonho. Quando existe contato entre o sonho e a vida, tudo vai bem”.  Lenin diz: "É este tipo de sonho que infelizmente existe muito pouco em nosso movimento. E as pessoas mais responsáveis por isso são os que se gabam de suas opiniões sóbrias, sua "proximidade" com o "concreto", os representantes da crítica legal e do "extremismo" ilegal.
Em outro escrito o líder da revolução russa diz: "Estamos envolvidos em aniquilações, mas você não se lembra do que disse Pisarev? Quebrem, arrebentem tudo, quebrem e destruam! Tudo que está sendo quebrado é porcaria sem qualquer direito à vida. O que sobrevive é bom…". Estas notas manuscritas foram descobertas recentemente pelo historiador Simon Sebag Montefiore nos arquivos do Kremlin.

## Trabalhos

### Trabalhos traduzidos em inglês
- — (1903). «Flowers of Harmless Humour». In:  Wiener, Leo. Anthology of Russian Literature from the Earliest Period to the Present Time. 2. [S.l.]: G. P. Putnam's Sons
- — (1958). Selected Philosophical, Social And Political Essays. Moscow: Foreign Languages Publishing House